# The Players Association
Players Association fue una banda estadounidense de Disco/Funk liderada por el baterista Chris Hills

## Historia
Fundada y liderada por Chris Hills en 1977, la banda era en realidad un proyecto personal que contaba con una formación relativamente inestable en la que se integraban algunos de los mejores músicos de jazz y jazz fusión de la escena norteamericana de finales de los 70, como Michael Brecker, David Sanborn, Joe Farrell, o Tom Harrell.
En 1977 The Players Association publican un primer disco homónimo bajo el sello Vanguard que es una buena muestra de su estilo: disco-funk con toques de jazz. El disco obtiene un relativo éxito de crítica, pero lo mejor estaría aún por llegar: Born to Dance, de (1978),  cuenta con una impresionante lista de colaboradores del ámbito más jazzero (Michael Brecker, David Sanborn, Jon Faddis o Steve Khan, entre otros), pero no mejora sustancialmente el disco debut, mientras que con Turn the Music Up! (1979), un disco que volvía a contar con prestigiosos músicos de jazz como Bob Berg y en el que se incluían versiones de temas de Donny Hathaway o Chic, la banda alcanza todo su potencial. Con Let Your Body Go (1980) el grupo sigue en plena forma y We Got the Groove (1981) supone a un tiempo la culminación artística de una banda que confía ya íntegramente en las dotes como compositor de su líder y su disolución, pues a pesar de la calidad de la propuesta, 'The Players Association no llega a obtener jamás gran notoriedad entre el gran público y se disuelve en 1981. A pesar de ello, aún hoy día disfruta de cierto reconocimiento en la escena underground así como entre los DJs de dance.

## Miembros
- Batería: Chris Hills
- Bajo: Lucio Hopper, Nicky Marrero, Danny Trifan, Wilbur Bascomb, Jr.
- Guitarra: Caleb Martin
- Piano / Teclados: Mike Mandel, Leon Pendarvis
- Trombón: Wayne Andre
- Saxos: Bob Berg, Michael Brecker, Ronnie Cuber, David Sanborn, Jim McElwaine
- Trompeta: Jon Faddis, John D'earth, Tom Harrell, Victor Paz
- Percusión: Ray Mantilla, David Earle Johnson
- Voz: Lorraine Moore, Wendell Morrison, Marian Rolle

## Discografía
- The Players Association - 1977
- Born to Dance - 1977
- Turn The Music Up - 1978
- Let Your Body Go - 1980
- We Got the Groove- 1981